# Brands þáttr örva
Il Brands þáttr örva (che in italiano significa Breve storia di Brandr il Generoso) è un íslendingaþáttr molto breve che narra di come re Haraldr Sigurðarson di Norvegia mise alla prova la generosità di Brandr Vermundarson. Questo þáttr ("breve racconto") dovrebbe essere stato scritto alla fine del XIII secolo; l'autore è ignoto.
Brandr, soprannominato inn örvi ("il generoso"), si trasferì dall'Islanda in Norvegia; lo scaldo Þjóðólfr Arnórsson, amico di Brandr, l'aveva elogiato presso re Haraldr, dicendo che "era dubbio che qualche altro uomo potesse essere migliore come re d'Islanda per la sua generosità e le sue qualità fuori del comune". Haraldr allora disse a Þjóðólfr di chiedere a Brandr il suo cappotto; Brandr glielo diede senza una parola. Poi il re chiese la sua ascia intarsiata d'oro; Brandr gliela diede, sempre senza una parola. Infine il re chiese la sua tunica; Brandr, sempre senza una parola, gliela consegnò ma si tenne una manica: il re disse che Brandr doveva aver tagliato la manica della sua tunica poiché pensava che il re avesse solo una mano, la mano che prende, non l'altra mano, quella che dà. Convinto finalmente che Brandr era saggio e magnanimo, il re gli diede onori e regali.